# ۲۲ اوت
۲۲ اوت در تقویم گرگوری، دویست و سی و چهارمین (در سال‌های کبیسه دویست و سی و پنجمین) روز سال است. ۱۳۱ روز تا پایان سال باقی است.

## رویدادها
روز جهانی ارتداد

## زادروزها
- ۱۹۲۰ - ری بردبری، شاعر آمریکایی و نویسندهٔ ژانرهای فانتزی، وحشت و علمی-تخیلی
- ۱۹۸۴ - ادا ماگنسون، موسیقی‌دان اهل سوئد

## مرگ‌ها
- ۱۳۳۳، اسماء سالم، بانوی محدث شامی
- ۱۹۷۸، اینیاتسیو سیلونه، (به ایتالیایی: Ignazio Silone) ‏ نویسنده، روزنامه‌نگار، ایتالیایی
- ۱۸۶۷ - مایکل فارادی، شیمی‌دان انگلیسی
- ۱۹۳۶ – میخائیل تومسکی،  فعال اتحادیه‌های کارگری و سیاستمدار شوروی. [۱]
- ۱۹۹۰ - بوریس شربینا، مسئول رسیدگی به حادثه ی چرنوبیل
- ۲۰۰۰ - ابوالفضل ایلچی‌بیگ، سیاست‌مدار اهل جمهوری آذربایجان
- ۲۰۲۱. زکیه حقی، زن کرد عراقی و فعال حقوق زنان